# Église Saint-Paul de Francfort
Pour les articles homonymes, voir Église Saint-Paul.
L’église Saint-Paul (Paulskirche) est une ancienne église luthérienne de Francfort-sur-le-Main construite de 1789 à 1833.

## Histoire
L'église accueillit en 1848-1849 les séances du parlement de Francfort, la première assemblée librement élue dans l’histoire allemande, chargée de rédiger une constitution pour l’Allemagne unie après la révolution de Mars.
Son association avec l’esprit libéral et démocratique de 1848 en a fait un lieu de mémoire de la démocratie allemande. Détruite pendant la Seconde Guerre mondiale, elle fut le premier bâtiment à être reconstruit après la guerre (sous la direction de l'architecte Rudolf Schwarz). Elle n’est depuis plus un lieu de culte et accueille diverses manifestations, notamment la remise annuelle du prix de la paix des libraires allemands lors de la foire du livre de Francfort, celle du prix Paul-Ehrlich-et-Ludwig-Darmstaedter et, tous les trois ans, la cérémonie de la remise du prix Goethe.

## Illustrations

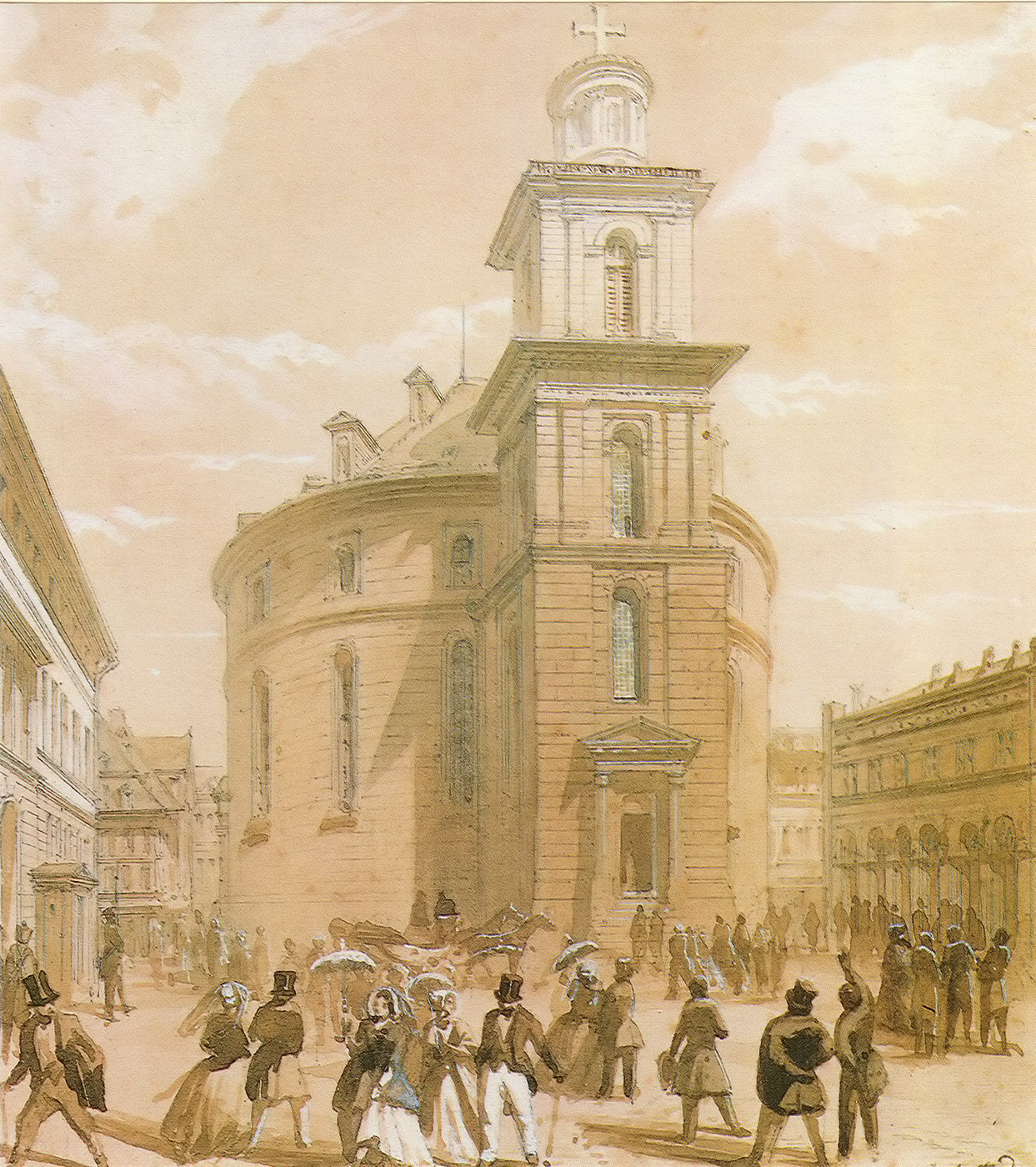
Gravure de 1848
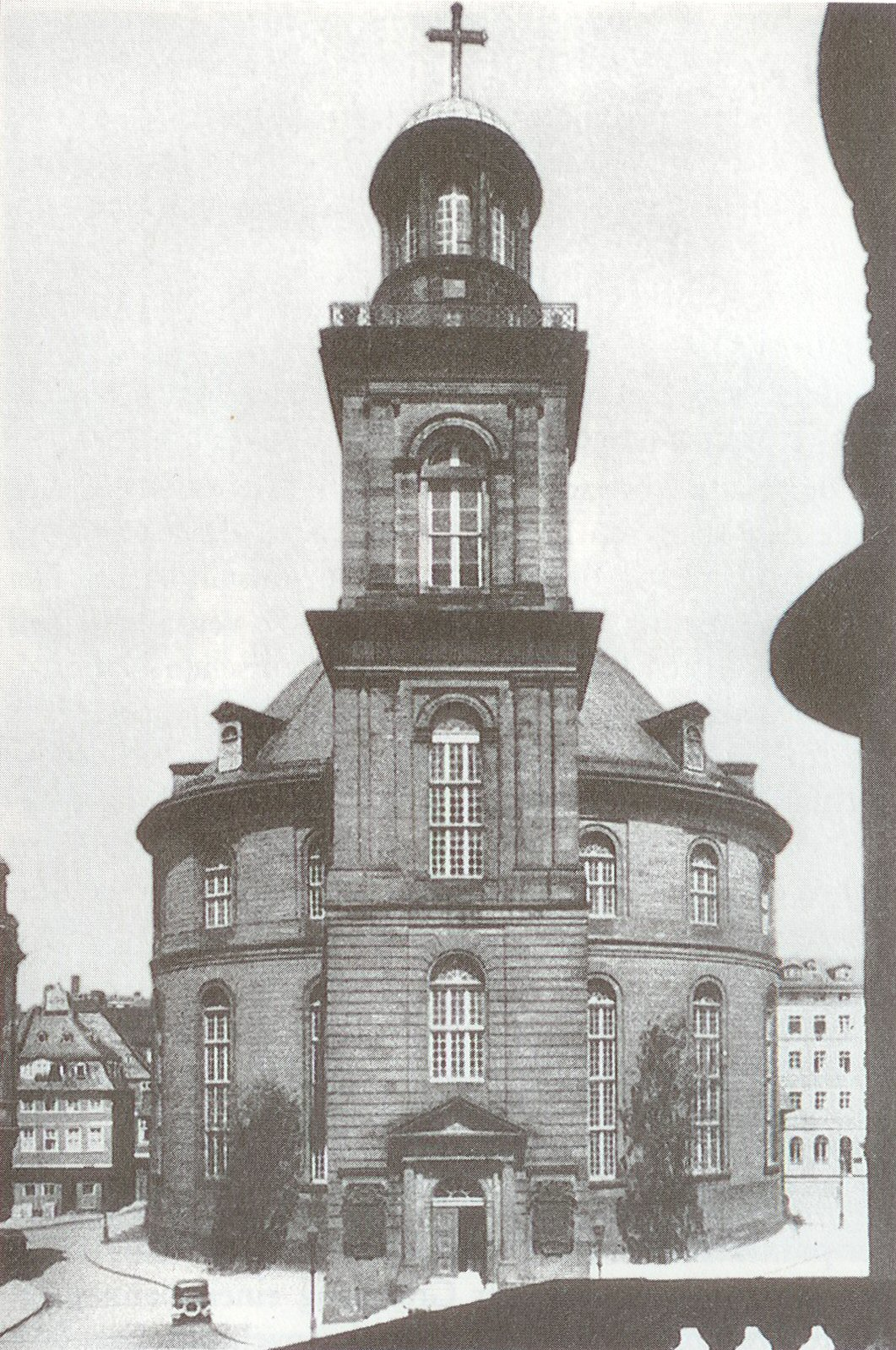
L'église en 1900
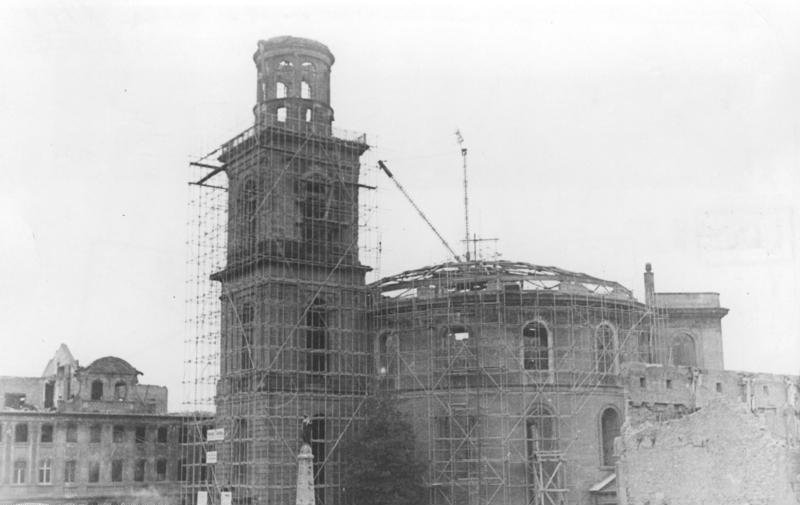
Travaux de reconstruction en 1947
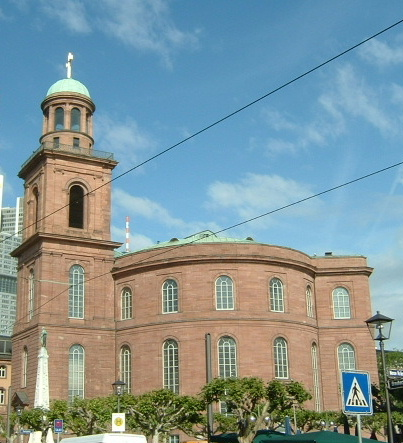
Vue actuelle
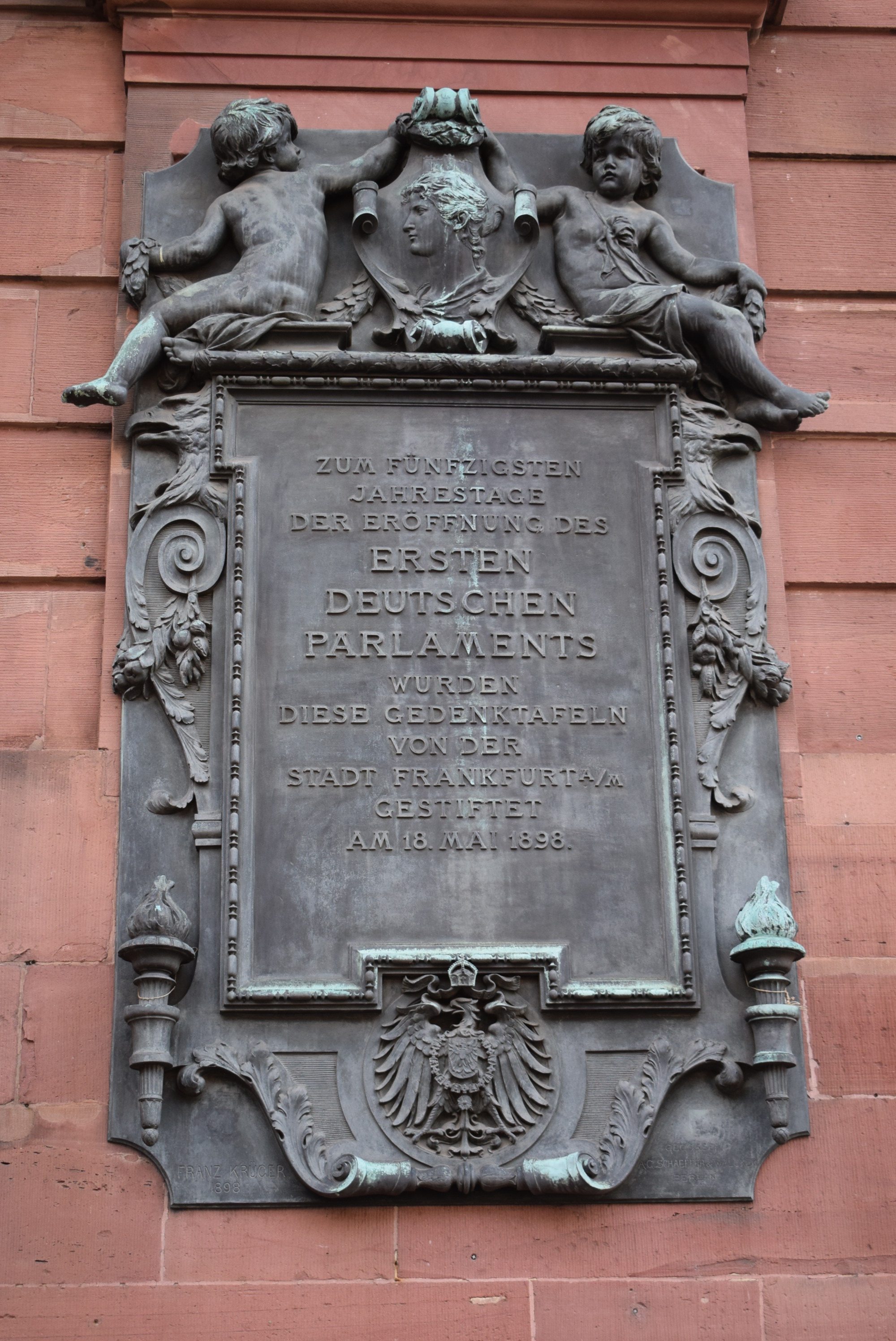
Plaque identifiant le lieu de la première assemblée du Parlement de Francfort.